# Willi Seng
Willi Seng (* 11. Februar 1909 in Berlin; † 27. Juli 1944 in Köln) war ein deutscher Kommunist und Widerstandskämpfer gegen den Nationalsozialismus.

## Leben
Seng wuchs in Berlin auf und erlernte den Beruf eines Schneiders. Seit 1920 war er Mitglied im Arbeitersportverein „Fichte“ und nahm 1929 an der Spartakiade in Moskau teil. 1930 trat er der Roten Hilfe und 1932 der KPD bei. Im Frühjahr 1933 wurde er verhaftet und im KZ Oranienburg inhaftiert. Nach seiner Entlassung aus der „Schutzhaft“ wurde er als Verbindungsmann der Kampfgemeinschaft für Rote Sporteinheit (KG) zu den Berliner Stadtteilleitungen eingesetzt. Ab 1934 leitete er die KG Niederrhein in Düsseldorf, wo er die Zeitungen Westdeutscher Arbeitersport und Sportfreund herausgab. Im Mai 1935 floh er zunächst nach Amsterdam und reiste im selben Jahr noch nach Moskau weiter, wo er bis 1937 die Internationale Lenin-Schule besuchte. 
Im Anschluss reiste Seng als Instrukteur der KPD-Auslandsleitung ins Ruhrgebiet, nach Dortmund, Essen und Oberhausen. Im Januar 1939 nahm Seng an der Berner Konferenz der KPD in Draveil bei Paris teil. Er lebte nach dem Einmarsch deutscher Truppen unter falschem Namen in den Niederlanden. Ende 1940 wählte Wilhelm Knöchel Seng  aus, ins Ruhrgebiet zurückzukehren und eine illegale Organisation aufzubauen. Dank seiner guten Verbindungen zu Betrieben in Essen, Duisburg, Bottrop, Wuppertal und im Bergischen Land konnte Seng zahlreiche Kenntnisse in die von ihm illegal herausgegebenen Schriften Ruhrecho und Illegaler SA-Mann einfließen lassen. Am 20. Januar 1943 wurde er von der Gestapo verhaftet, am 24. Mai 1944 vom Volksgerichtshof zum Tode verurteilt und in Köln hingerichtet.

## Ehrung

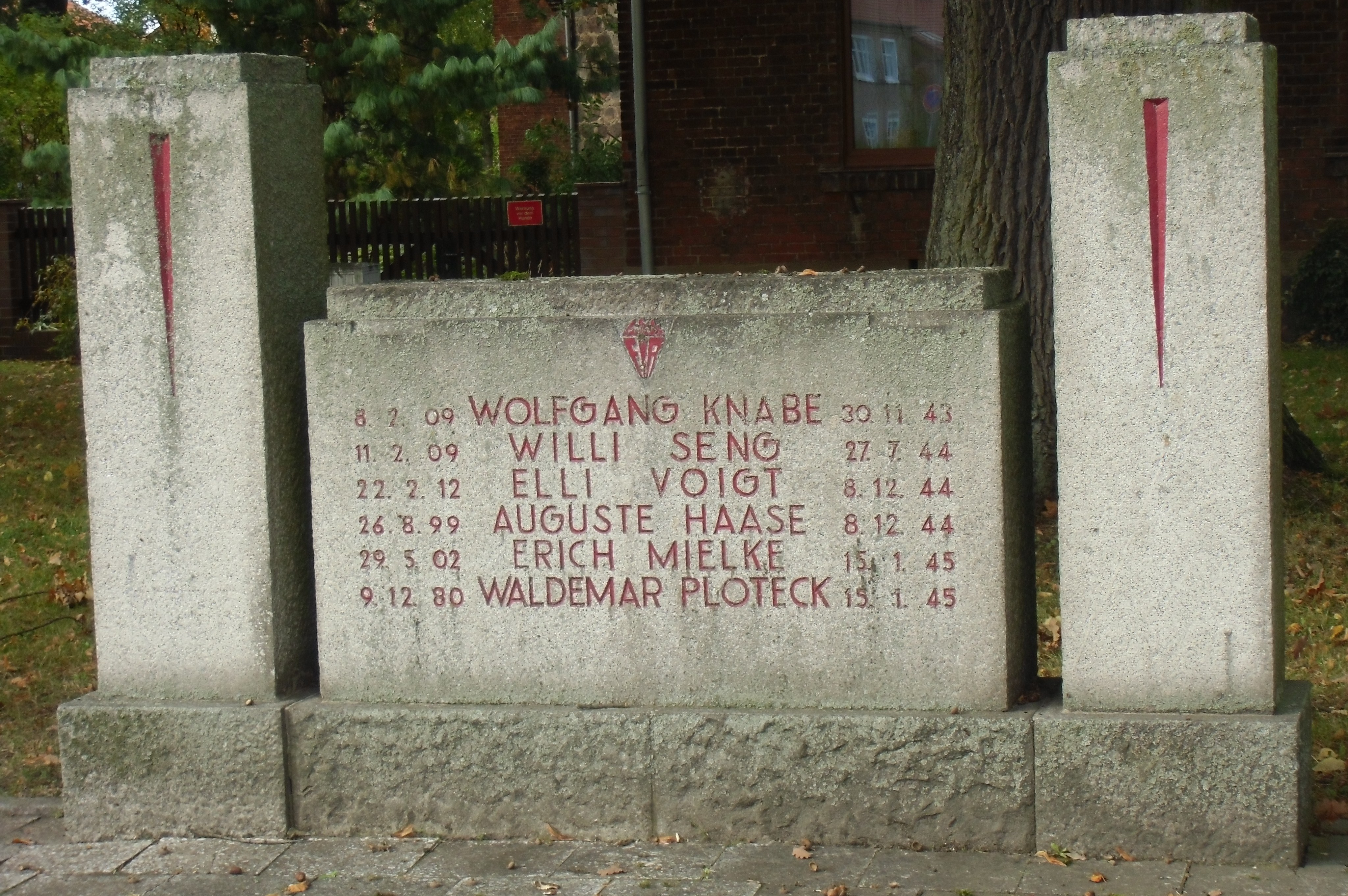
Gedenkstein für ermordete Gegner des NS-Regimes in Schönow

In Schönow bei Bernau wird Willi Seng auf einem Gedenkstein für ermordete Gegner des NS-Regimes genannt. Eine Kita in Schönow trägt seinen Namen. Am 8. Februar 2023 wurde in Schönow eine Straße nach ihm benannt.